# Fritz Ohlwärter
Fritz Ohlwärter (* 25. Februar 1948 in Rosenheim) ist ein ehemaliger deutscher Bobfahrer, der 1973 Europameister im Viererbob war.
Der gelernte Bauschlosser Fritz Ohlwärter begann als Leichtathlet beim TSV 1860 Rosenheim, er hatte eine Bestleistung von 6045 Punkten im Zehnkampf und von 7,02 Metern im Weitsprung. Ab 1971 trat er im Bobsport für den WSV Königssee an.   
Seine ersten Erfolge erreichte er 1973, als er mit Georg Heibl die Deutsche Meisterschaft im Zweierbob gewann. Bei der Europameisterschaft 1973 belegten die beiden den vierten Platz. Im Viererbob rückte Ohlwärter für Walter Steinbauer in den Bob von Wolfgang Zimmerer. Der Bob mit Zimmerer, Peter Utzschneider, Stefan Gaisreiter und Ohlwärter gewann den Europameister-Titel. Bei der Bob-Weltmeisterschaft 1973 saß wieder Walter Steinbauer im Bob von Wolfgang Zimmerer.
1974 gewann Ohlwärter im Bob von Georg Heibl die deutsche Meisterschaft im Viererbob. Bei der Bob-Weltmeisterschaft 1974 erhielten Heibl und Ohlwärter die Silbermedaille hinter Zimmerer und Utzschneider. 1975 gewannen Heibl und Ohlwärter den deutschen Meistertitel im Zweierbob. Bei der Bob-Weltmeisterschaft 1975 erkämpften die beiden die Silbermedaille hinter den Italienern Giorgio Alverà und Franco Perruquet. Im Viererbob trat Ohlwärter zusammen mit Zimmerer, Utzschneider und Albert Wurzer an und gewann hinter dem von Erich Schärer gesteuerten Schweizer Bob eine weitere Silbermedaille.
Bei den Olympischen Spielen 1976 in Innsbruck traten Georg Heibl und Fritz Ohlwärter in beiden Wettbewerben an und belegten zweimal den fünften Platz, im Viererbob zusammen mit Hans Morant und Siegfried Radandt. Ein Jahr später gewann Fritz Ohlwärter bei der Bob-Weltmeisterschaft 1977 die Bronzemedaille im Viererbob zusammen mit Jakob Resch, Herbert Berg und Walter Barfuß. Seine letzte internationale Medaille gewann Fritz Ohlwärter bei der Bob-Weltmeisterschaft 1979 auf seiner Hausbahn am Königssee, als er im vierten Lauf für Manfred Schumann als Anschieber bei Stefan Gaisreiter mitfuhr und Silber hinter Erich Schärer erhielt.